# Bo Bergman (teknikforskare)
Bo Bergman, född 1943 i Helsingborg, är professor i industriell kvalitetsteknik vid Chalmers tekniska högskola sedan den 1 mars 1999.
Bergman disputerade i matematisk statistik 1978 vid Lunds universitet med en avhandling om statistiska metoder inom tillförlitlighetstekniken. År 1981 blev Bergman adjungerad professor vid Kungliga tekniska högskolan i Stockholm i Tillförlitlighetsteknik. Bergman utnämndes 1983 till professor i kvalitetsteknik vid Linköpings tekniska högskola.